# Мердвень-Ісар
Мердвень-Ісар (крим. Merdiven İsar; також Ісар-Кая, крим. İsar Qaya) — руїни невеликої середньовічної фортеці XII—XIII століття на однойменній вершині біля обриву Ай-Петринської яйли, приблизно в 250 м на північ від верхнього виходу Шайтан-Мердвеня.
Невелика фортеця була побудована в XII столітті місцевими володарями для охорони та нагляду за гірським проходом. Укріплення площею 0,3 гектара займало виступ скелі, оточений урвищами і доступний з півночі та сходу, де було споруджено стіну загальною довжиною близько 100 м із прохідною вежею. Всередині була маленька церква (розміром 6,35 на 3,75 м), кілька житлових і господарських будівель. Джерела води у фортеці не було, через це дослідники роблять висновок, що ісар був призначений більше для функцій сторожового поста, ніж бойової одиниці. Укріплення загинуло в XIII столітті внаслідок міжусобної боротьби місцевих гірських феодалів.
Перші документальні згадки про руїни зробив Петро Кеппен у 1830-х роках (за словами місцевих жителів), а в 1934 році руїни були знайдені археологом Миколою Ернстом і опубліковані в статті «Історико-археологічні пам'ятки південного берега». Розвідувальні розкопки ісара проводилися геологом і археологом Левом Фірсовим у 1967 році, а основні дослідження проводилися експедицією 1979—1980, за підсумками якої була уточнена хронологія і, наскільки це можливо, культурно-етнічна приналежність укріплення. Передбачається, що початковий охоронний пункт біля перевалу згодом перетворився на невеликий локальний феодальний центр із населенням 30—40 осіб, крім військових функцій, які ведуть натуральне господарство і підтримували товарний обмін із Херсонесом (напр., звідти походила більшість черепиці будівель фортеці).